# Drugi rząd Václava Klausa
Drugi rząd Václava Klausa – rząd Czech pod kierownictwem Václava Klausa, powołany i zaprzysiężony 4 lipca 1996, składający się z przedstawicieli Unii Chrześcijańskiej i Demokratycznej - Czechosłowackiej Partii Ludowej, Partii Chrześcijańsko-Demokratycznej i Obywatelskiego Sojuszu Demokratycznego. Urzędował do 2 stycznia 1998.

## Skład rządu[1]
| Stanowisko                                                     | Minister          | Ugrupowanie | Okres urzędowania                                        |
| -------------------------------------------------------------- | ----------------- | ----------- | -------------------------------------------------------- |
| Premier Minister konkurencji (do 1 listopada 1996)             | Václav Klaus      | ODS         | od 4 lipca 1996                                          |
| Wicepremier                                                    | Jan Kalvoda       | ODA         | 4 lipca 1996 - 7 stycznia 1997                           |
| Wicepremier                                                    | Ivan Kočárník     | ODS         | od 4 lipca 1996                                          |
| Wicepremier                                                    | Jiří Skalický     | ODA         | 16 czerwca 1997 - 2 stycznia 1998                        |
| Wicepremier Minister rolnictwa                                 | Josef Lux         | KDU-ČSL     | od 4 lipca 1996                                          |
| Minister spraw zagranicznych                                   | Josef Zieleniec   | ODS         | 4 lipca 1996 - 23 października 1997                      |
| Minister spraw zagranicznych                                   | Jaroslav Šedivý   | bezpartyjny | 8 listopada 1998 - 2 stycznia 1998                       |
| Minister spraw wewnętrznych                                    | Jan Ruml          | ODS         | 4 lipca 1996 - 7 listopada 1997                          |
| Minister spraw wewnętrznych                                    | Jindřich Vodička  | ODS         | 8 listopada 1997 - 2 stycznia 1998                       |
| Minister przemysłu i handlu                                    | Vladimír Dlouhý   | ODA         | 4 lipca 1996 - 2 czerwca 1997                            |
| Minister przemysłu i handlu                                    | Karel Kühnl       | ODA         | 2 czerwca 1997 - 2 stycznia 1998                         |
| Minister gospodarki (1 listopada 1966 ministerstwo rozwiązano) | Jaromír Schneider | KDU-ČSL     | 4 lipca 1996 - 31 października 1996                      |
| Minister rozwoju regionalnego                                  | Jaromír Schneider | KDU-ČSL     | 1 listopada 1996 - 2 maja 1997 (dymisja 9 kwietnia 1997) |
| Minister rozwoju regionalnego                                  | Tomáš Kvapil      | ODS         | 12 maja 1997 - 2 stycznia 1998                           |
| Minister transportu                                            | Martin Říman      | ODS         | od 4 lipca 1996                                          |
| Minister środowiska                                            | Jiří Skalický     | ODA         | od 4 lipca 1996                                          |
| Minister sprawiedliwości                                       | Jan Kalvoda       | ODA         | 4 lipca 1996 - 7 stycznia 1997                           |
| Minister sprawiedliwości                                       | Vlasta Parkanová  | ODA         | 7 stycznia 1997 - 2 stycznia 1998                        |
| Minister finansów                                              | Ivan Kočárník     | ODS         | 4 lipca 1996 - 2 czerwca 1997                            |
| Minister finansów                                              | Ivan Pilip        | ODS         | 2 czerwca 1997 - 2 stycznia 1998                         |
| Minister pracy i spraw socjalnych                              | Jindřich Vodička  | ODS         | 4 lipca 1996 - 8 listopada 1997                          |
| Minister pracy i spraw socjalnych                              | Stanislav Volák   | ODS         | 8 listopada 1997 - 2 stycznia 1998                       |
| Minister zdrowia                                               | Jan Stráský       | ODS         | od 4 lipca 1996                                          |
| Minister szkolnictwa, młodzieży i sportu                       | Ivan Pilip        | ODS         | 4 lipca 1996 - 2 czerwca 1997                            |
| Minister szkolnictwa, młodzieży i sportu                       | Jiří Gruša        | bezpartyjny | 3 czerwca 1997 - 2 stycznia 1998                         |
| Minister kultury                                               | Jaromír Talíř     | KDU-ČSL     | od 4 lipca 1996                                          |
| Minister obrony                                                | Miloslav Výborný  | KDU-ČSL     | od 4 lipca 1996                                          |
| Minister bez teki                                              | Pavel Bratinka    | ODA         | od 4 lipca 1996                                          |